# Alexandra Michailowna Kollontai

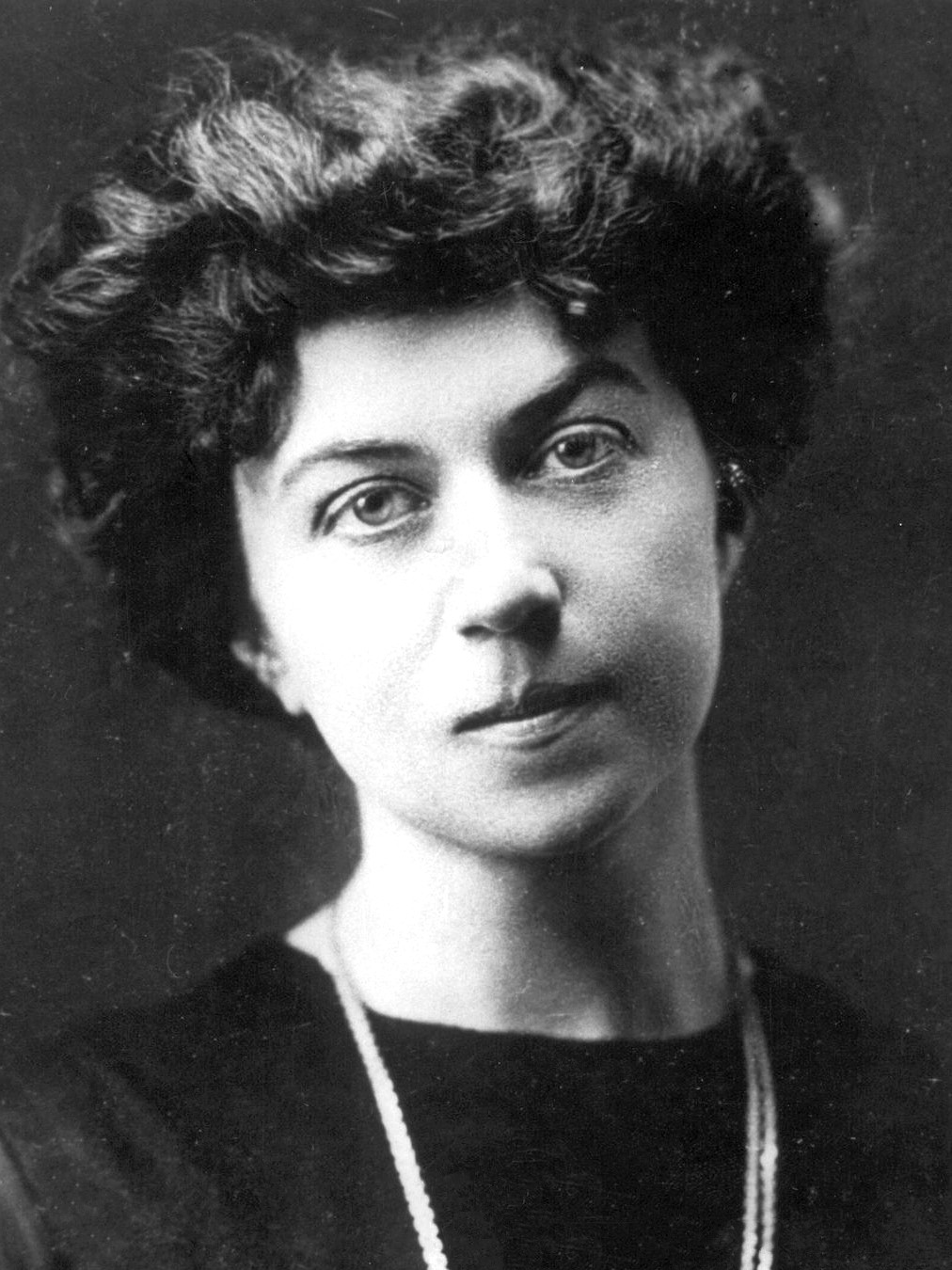
Alexandra Kollontai

Alexandra Michailowna Kollontai geb. Domontowitsch (russisch Александра Михайловна Коллонтай, wiss. Transliteration Aleksandra Michajlovna Kollontaj; * 19. Märzjul. / 31. März 1872greg. in Sankt Petersburg; † 9. März 1952 in Moskau) war eine sowjetische Revolutionärin, Diplomatin und Schriftstellerin. Sie war die erste Ministerin und Botschafterin der jüngeren Geschichte. Kollontai setzte sozialreformerische Ideen in ihrer Zeit als Volkskommissarin um und engagierte sich für eine stärkere Bedeutung der Frau in der sowjetischen Gesellschaft. Sie kritisierte wiederholt die Führer Lenin und Stalin, letzteren und dessen Politik des Stalinismus unterstützte sie aber später. Sie war das einzige Mitglied des ZK der KPdSU des Jahres 1927, das die von Stalin initiierte große Säuberung überlebte.

## Leben

### Jugend und erste Ehe (1872–1898)
Die Tochter des reichen russischen Generals ukrainischer Herkunft Michail Domontowitsch (1830–1902) und der Finnin Alexandra Massalina erhielt ihre umfangreiche Schulbildung – dem Stand ihres Vaters entsprechend – durch Hauslehrer. Das Abitur legte sie am Gymnasium in St. Petersburg ab. Bereits als Gymnasiastin hatte sie sich der sozialistischen Bewegung angeschlossen.
1893 heiratete sie gegen den Wunsch ihrer Eltern ihren Cousin, den sozial niedrigerstehenden Ingenieurstudenten Wladimir Kollontai.

### Politisches Engagement und Exil (1898–1917)
Fünf Jahre später verließ sie ihren Mann und den Sohn und engagierte sich politisch. („Ich wollte frei sein“ – kommentierte sie diesen Schritt später.) 1898, im Alter von 26 Jahren, immatrikulierte sie sich an der Universität Zürich für die Fächer Sozial- und Wirtschaftswissenschaften. Auch hier engagierte sie sich für die sozialistische Bewegung. Sie thematisierte in ihren Schriften vor allem die Situation der Frau und forderte von Anfang an die Gleichberechtigung der Geschlechter.
Da sie in ihren Schriften vehement gegen die Regierung agitierte, drohte ihr die Verhaftung und Verurteilung.
Kollontai ging 1908 ins Exil zunächst nach Deutschland, dann Frankreich, später wieder nach Deutschland und ab 1914 nach Skandinavien.
Den Beginn des Ersten Weltkriegs erlebte Kollontai in Deutschland. Sie wurde bei Kriegsbeginn als feindliche Ausländerin interniert und wurde aufgrund des Einsatzes des deutschen Reichstagsabgeordneten Karl Liebknecht nach Dänemark und nicht nach Russland abgeschoben. Sie musste aber bald ihrer marxistischen Schriften wegen auch Schweden verlassen und ging nach Norwegen.
Bis 1915 gehörte sie den Menschewiki an und wurde dann Anhängerin der Bolschewiki.

### Volkskommissarin (1917–1918)

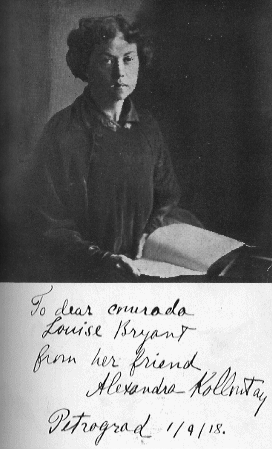
Kollontai 1918 (für die Genossin und Freundin Louise Bryant)

Kollontai kehrte im Februar 1917 von einer Vortragsreise in den USA nach Russland zurück und schloss sich Lenin an. Sie setzte sich für die Räte ein, agitierte gegen die provisorische Regierung (sie war u. a. die Urheberin der Kronstädter Meuterei im Verlauf des Juliaufstands) und gehörte noch im selben Jahr dem Exekutivkomitee des Petrograder Sowjets an. Im Juli 1917 wurde sie von Alexander Kerenski, dem Ministerpräsidenten der provisorischen Regierung, des Landesverrats bezichtigt und daraufhin verhaftet. Durch Intervention Maxim Gorkis wurde sie gegen Kaution freigelassen.
Nach dem Sieg der Bolschewiki wurde sie kurz nach dem 7. November 1917 von Lenin in den Rat der Volkskommissare aufgenommen und mit der Leitung des Volkskommissariats für Soziale Fürsorge beauftragt. Sie gehörte als erste Frau dem revolutionären russischen Kabinett an und war damit gleichzeitig die erste Ministerin der Welt. Am 23. März 1918 trat sie als Ministerin für öffentliche Wohlfahrt zurück. Als Grund vermutete man die Inhaftierung ihres Verlobten, des Marineministers Pawel Dybenko. Ihre Demission deutete man ferner als Zeichen für einen zunehmenden „Abbröcklungs-Prozeß der Bolschewikiregierung“.
Kollontai, alleinerziehende Mutter und Volkskommissarin für soziale Fürsorge, setzte in der jungen Sowjetunion durch, dass das Eherecht gelockert und der Mutterschutz verbessert wurde. Sie erkämpfte das Recht auf Schwangerschaftsabbruch und schlug Volksküchen und kollektive Kindererziehung vor.
Als sie 1917 während des Juliaufstands auf einem Kreuzer der Roten Flotte in Kronstadt lebte, lernte sie den Matrosen Pawel Dybenko kennen, mit dem sie Kronstadt verließ, um ihn auf der Krim zu heiraten. Während Kollontai Stalin-Anhängerin wurde, wurde ihr Mann, obwohl mittlerweile Admiral, 1938 als Trotzkist erschossen.

### Politische Differenzen und Funktionen innerhalb der Partei (1918–1923)

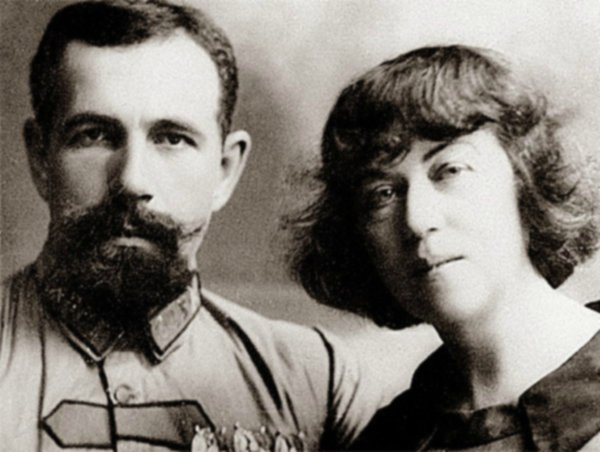
Pawel Dybenko und Alexandra Kollontai, um 1920

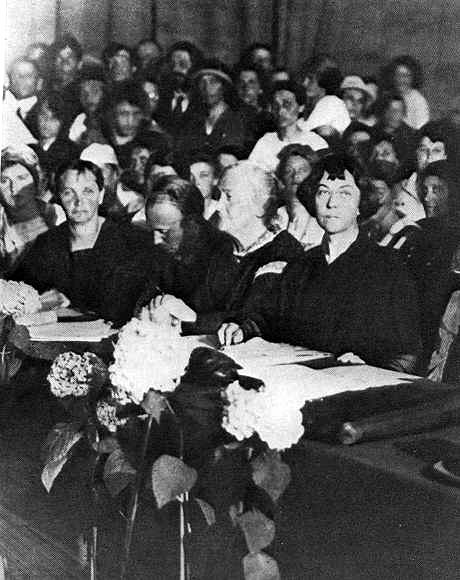
Kollontai (vordere Reihe, rechts) 1921 beim III. Weltkongress der Komintern; neben ihr ca. Bildmitte die deutsche KPD-Delegierte Clara Zetkin

Alexandra Kollontai lehnte den von Leo Trotzki verhandelten Friedensvertrag von Brest-Litowsk ab, da er ihrer Meinung zu große Zugeständnisse an Deutschland beinhaltete. Sie trat deshalb im März 1918 von ihrer Funktion als Volkskommissarin für Soziale Angelegenheiten zurück. Daraufhin wurde sie mit Aufgaben innerhalb der Partei betraut. 1920 übernahm sie als Nachfolgerin von Ines F. Armand den Vorsitz der Frauenabteilung beim ZK der KPdSU.
Sie geriet mit ihrer bereits 1920 öffentlich geäußerten und auf dem X. Parteitag im März 1921 wiederholten Kritik an der Bürokratie in den Ruch der parteifeindlichen Opposition, was wohl ebenfalls gefördert hat, dass sie Funktionen im Ausland übernahm.

### Botschafterin und Anpassung an den Stalinismus (1923–1945)
1923 wurde sie Gesandte der Sowjetunion in Norwegen. Kollontai war somit die erste akkreditierte Diplomatin weltweit. Hier war es ihr Verdienst, dass Norwegen nicht nur die Sowjetunion anerkannte, sondern auch 1925 einen sehr wichtigen Wirtschaftsvertrag abschloss.
Im November 1926 wechselte sie nach Mexiko und ein Jahr darauf zurück nach Oslo. Seit November 1930 arbeitete Kollontai in Stockholm. Als 1935 die Sowjetunion in den Völkerbund aufgenommen wurde, gehörte Kollontai der sowjetischen Delegation in Genf an.
Ab Mitte der 1920er-Jahre unterstützte sie die Politik Stalins ohne öffentliche Kritik und bemühte sich um eine freundschaftliche Beziehung mit Stalin, was möglicherweise auch ihr Leben rettete. Wie sie in ihren Tagebüchern berichtet, kritisierte sie 1927 in einem Zeitungsartikel die von Trotzki und Kamenew angeführte angebliche Parteiopposition als „schädlich“. In ihren späteren Veröffentlichungen trat sie für den Stalinismus und die Verfolgung innerparteilicher Opposition ein, wenngleich ihre Tagebücher teilweise Kritik beinhalten. Zu den Säuberungen in der Sowjetunion seit 1937 schwieg sie. Auch als ihr ehemaliger Ehemann Pawel Dybenko wegen „trotzkistischer Einstellungen“ verhaftet und erschossen wurde, äußerte sie sich nicht (nach den vorhandenen Dokumenten). Allerdings setzte sie sich, ihren Tagebüchern zufolge, intern für die Freilassung verhafteter Freunde ein.
Bei den Friedensverhandlungen mit Finnland 1939/40, die zum Frieden von Moskau führten, war sie beteiligt. 1943 verlieh ihr Stalin den Botschaftertitel. Kollontai war bis 1945 sowjetische Botschafterin in Schweden.

### Letzte Jahre (1945–1952)
Kollontai zog sich mit dem Ende des Zweiten Weltkrieges von allen Ämtern zurück und verabschiedete sich nach Moskau in den Ruhestand, blieb dort aber bis zu ihrem Tode am 9. März 1952 eine wichtige Beraterin des sowjetischen Außenministeriums.
Ihr Grab befindet sich auf dem Moskauer Friedhof des Neujungfrauen-Klosters.

## Politische Einstellungen
Alexandra Kollontai war zeitlebens überzeugte Feministin und Sozialistin. Bereits 1905 hatte sie sich für autonome Frauenabteilungen innerhalb der Kommunistischen Partei eingesetzt. Sie grenzte sich aber scharf von der bürgerlichen feministischen Bewegung ab, da sie die These vertrat, alleine im Sozialismus könne eine Gleichberechtigung von Frau und Mann verwirklicht werden.
Kollontai, alleinerziehende Mutter und Volkskommissarin für soziale Fürsorge, setzte in der jungen Sowjetunion durch, dass das Eherecht gelockert und der Mutterschutz verbessert wurde. Sie erkämpfte das Recht auf Schwangerschaftsabbruch und schlug Volksküchen und kollektive Kindererziehung vor.
Sie schloss sich mit der von Magnus Hirschfeld geleiteten Weltliga für Sexualreform zusammen.
Sie propagierte sogenannte Kommunehäuser sowie freie Liebe (und Sexualität). Diese Ideale versuchte sie in einer Zeit zu verwirklichen, zu der es noch darum ging, die Revolution gegen die Weißen Garden und die Interventionsarmeen zu sichern. Dadurch stieß sie bei  Lenin auf Kritik, der ihre sexualpolitischen Ansichten als Glas-Wasser-Theorie bezeichnete.

„Nicht die sexuellen Beziehungen bestimmen das moralische Ansehen der Frau, sondern ihr Wert im Arbeitsleben, bei der gesellschaftlich-nützlichen Arbeit.“

„Angesichts der im Auslande geübten Kritik an unserem Ehescheidungsgesetz möchte ich fragen: Wie verhält es sich denn in Wahrheit mit dem Bestand und der Dauer einer Ehe in anderen Ländern? Niemals hat ein Ehegesetz zur Aufrechterhaltung der Ehegemeinschaft geführt, sobald die Liebe der beiden Ehegatten Schiffbruch  erlitten hatte. Was übrig bleibt, ist keine Ehe, sondern Heuchelei.“

Kollontai gilt bis heute als einflussreiche Vorkämpferin für Frauenrechte und Vordenkerin für freie Liebe, wenngleich ihre spätere Haltung zum Stalinismus und einige gesellschaftspolitische Positionen – etwa Menschen mit Erbkrankheiten die Fortpflanzung zu verbieten – sie nicht unkontrovers machen. Politisch erfüllte der Stalinismus einen Teil ihrer fundamentalistischen Forderungen auf dem Parteitag von 1921, etwa die Kollektivierung der Landwirtschaft, die Entlassung von vor der Revolution ausgebildeten Fachkräften (beispielsweise Ingenieuren) und den Parteiausschluss von Personen ohne biografischen Hintergrund aus der Arbeiterklasse.

## In Kunst und Film
1969 wurde ihre Rolle als erste Diplomatin der Welt unter dem Titel Botschafter der Sowjetunion (Originaltitel: russisch Посол Советского Союза, Posol Sowjetskogo Sojusa) in der Sowjetunion verfilmt. Der Film wurde innerhalb eines Jahres von 38,9 Millionen sowjetischen Zuschauern gesehen und auch im Fernsehen, u. a. in der DDR, gezeigt. Bereits drei Jahre zuvor hatte Rufina Nifontowa die Diplomatin in Leonid Kwinichidses Debütfilm Первый посетитель (Perwy posetitel) dargestellt.
1982 drehte Rosa von Praunheim den Film Rote Liebe nach einer Novelle von Kollontai. Der Film wurde u. a. im Museum of Modern Art gezeigt. Anlässlich des 150. Geburtstages der Revolutionärin zeigte das Kino des Berliner Kunst- und Kulturzentrums Brotfabrik den Film vom 14. bis zum 16. März 2022.
1983 erschien Ich habe viele Leben gelebt. Alexandra Kollontai – Ein Portrait von  Margareta Heinrich und Ullabritt Horn.

## Ehrungen

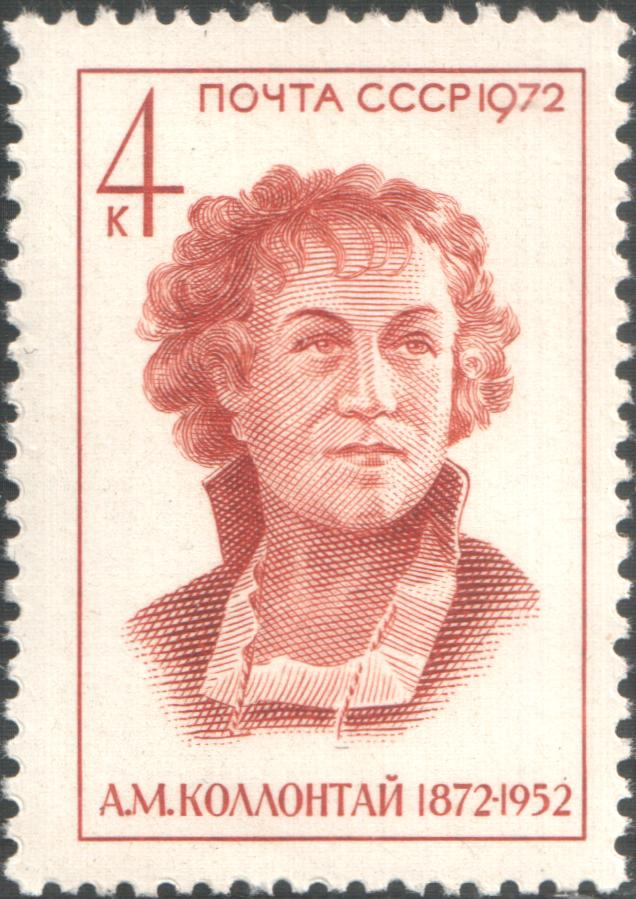
Sowjetische Briefmarke zum 100. Geburtstag 1972.

Im Jahre 1946 wurde ihr das Großkreuz des norwegischen Sankt-Olav-Ordens verliehen.
Der Asteroid (2467) Kollontai, der am 14. August 1966 von der Astronomin Ljudmila Tschernych entdeckt wurde, ist nach ihr benannt.
Die sowjetische Post brachte im März 1972 zum 100. Geburtstag von Alexandra Kollontai eine Briefmarke mit ihrem Porträt heraus.

## Werke
- The Autobiography of a Sexually Emancipated Communist Woman. 1971. Autobiographie einer sexuell emanzipierten Kommunistin. Guhl, Berlin 1989, ISBN 3-88220-015-4
- The Workers' Opposition. 1973. Übers. von: Rabotsjaja oppozitsija, 1921
- Ich habe viele Leben gelebt… Autobiographische Aufzeichnungen. Dietz, Berlin (DDR) 1987, ISBN 3-7609-0523-4 (gegenüber der russ. Ausgaben leicht gekürzt, mit 50 Abb.)
- Mein Leben in der Diplomatie. Aufzeichnungen aus den Jahren 1922 bis 1945. Dietz, Berlin 2003, ISBN 3-320-02043-9
- Die neue Moral und die Arbeiterklasse. Verlag Frauenpolitik, Münster 1977, ISBN 3-88175-025-8
- Die Situation der Frau in der gesellschaftlichen Entwicklung. 14 Vorlesungen. Verlag Neue Kritik, Frankfurt/M. 1977, ISBN 3-8015-0140-X
- Wassilissa Malygina. Erzählungen über „Wege der Liebe“ im frühen Sowjet-Russland. Frauen zwischen Ehe und Revolution. Verlag Roter Stern, Frankfurt/M. 1974, ISBN 3-87877-067-7 (Repr. d. Ausg. Berlin 1925)
- Wege der Liebe. Drei Erzählungen. Deutsch von Etta Federn-Kohlhaas. Der Morgenbuch-Verlag, Berlin 1992, ISBN 3-371-00357-4 (Repr. d. Ausg. Berlin 1925) Digitalisat
- Der weite Weg. Erzählungen, Aufsätze, Kommentare. Verlag Neue Kritik, Frankfurt/M. 1979, ISBN 3-8015-0160-4
- Autobiografie (1926), in: Elga Kern (Hrsg.): Führende Frauen Europas, München 1999 [1928], S. 122–139
- Alexandra Kollontai. Selected Articles and Speeches. New York: International Publishers. 1984

Alexandra Kollontai gehörte zu den Autoren, deren Werke von der Bücherverbrennung 1933 in Deutschland betroffen waren.